# The Collection: Britney Spears - 7 Complete Albums
The Collection: Britney Spears - 7 Complete Albums es el tercer álbum recopilatorio de la cantante estadounidense Britney Spears, el cual fue lanzado por la tienda iTunes el 13 de diciembre de 2011, bajo los sellos RCA Records y Jive Records. Por su parte, fue lanzado una edición LP del álbum. El álbum contiene la discografía completa de Spears, desde ...Baby One More Time hasta Femme Fatale.

## Lista De Canciones
- ...Baby One More Time - 12
- Oops!... I Did It Again - 12
- Britney - 12
- In the Zone - 13
- Blackout - 12
- Circus - 13
- Femme Fatale - 12